# Menceyato di Anaga

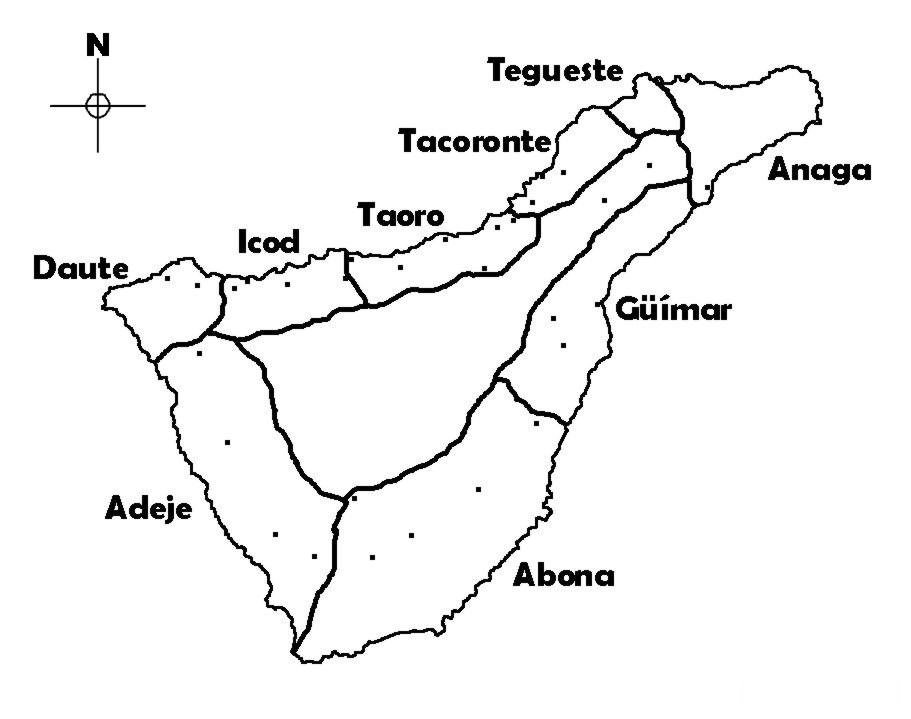
Menceyatos di Tenerife

Il Menceyato di Anaga era una delle nove demarcazioni territoriali in cui i guanci avevano diviso l'isola di Tenerife nelle isole Canarie, al momento della conquista della Corona di Castiglia nel XV secolo.
Era il regno aborigeno più orientale dell'isola. Ha occupato i comuni di Santa Cruz de Tenerife e San Cristóbal de La Laguna.
I suoi conosciuti menceyes (re guanci) erano Serdeto e Beneharo.